# Tricalysia faranahensis
Tricalysia faranahensis är en måreväxtart som beskrevs av André Aubréville och François Pellegrin. Tricalysia faranahensis ingår i släktet Tricalysia och familjen måreväxter. Inga underarter finns listade i Catalogue of Life.